# 哈卡維爾 (阿拉巴馬州)
哈卡維爾（英語：Huckaville）是一個位於美國阿拉巴馬州卡溫頓縣的非建制地區。該地的面積和人口皆未知。

## 地理
哈卡維爾的座標為31°04′47″N 86°24′58″W / 31.07972°N 86.41611°W，而該地最高點為海拔高度56米（即184英尺）。